# Pelcha
Pelcha war die Mutter des kuschitischen Königs Nastasen, der wahrscheinlich im vierten Jahrhundert v. Chr. regierte.
Pelcha trug die Titel Königsmutter, Königsschwester und Herrin von Kusch. Der Titel Königsschwester könnte andeuten, dass sie als Schwester auch Gemahlin eines Herrschers war. Das wiederum wäre der Beweis, dass Nastasen, dessen Vater nicht bekannt ist, Sohn eines Königs war. Pelcha ist nur von der großen Stele ihres Sohnes bekannt. Er war mit Sechmach, seiner Schwester verheiratet, die damit Tochter von Pelcha gewesen sein könnte. 